# 19th Nervous Breakdown
Singles de The Rolling Stones
Get Off of My Cloud
(1965) Paint It, Black
(1966)
19th Nervous Breakdown est une chanson des Rolling Stones parue en single début 1966. Elle aurait été écrite en référence à Chrissie Shrimpton, petite amie de Mick Jagger à l'époque.
Le single est n°1 au Royaume-Uni d'après le NME.

## Genèse
Du 29 octobre 1965 au 5 décembre 1965, les Rolling Stones se lancent dans une nouvelle tournée nord-américaine. Vers la fin de la tournée, les mots "19th Nervous Breakdown" (dix-neuvième dépression nerveuse en français) traversent l'esprit de Mick Jagger. Les mots traduisent l'état de fatigue extrême des cinq musiciens en cette fin d'année. Cela fait dix-huit mois que le groupe enchaîne les succès et les tournées quasiment sans interruption. À l'instar des Beatles, les concerts des Rolling Stones voient les hurlements continus des fans et un service d'ordre dépassé par les évènements. Le guitariste Brian Jones a de plus en plus de mal à assurer les exigences liées à son statut de rockstar, et la consommation de diverses substances ne l'aide pas.
Mick Jagger s'inspire du comportement de son compère Brian pour écrire la chanson, qui s'adresse également aux enfants gâtés de l'Amérique.

## Enregistrement
Trois jours après le concert à Los Angeles en clôture de tournée, le groupe reste en ville et retourne à nouveau au studio RCA où il enregistre la quasi-totalité des chansons depuis un an. Pour ne répéter l'erreur de la précédente session en septembre réalisée dans l’urgence durant laquelle est enregistrée le précédent single Get Off of My Cloud de façon bâclée, la nouvelle session dure trois jours pour donner au groupe du temps supplémentaire pour la réalisation des chansons.
La chanson est basée sur le riff joué par Keith Richards, accompagné par Brian Jones qui le suit deux octaves en dessous en guitare rythmique avec effet tremolo en parfaite symbiose avec le premier. Ils sont accompagnés de la batterie de Charlie Watts et la basse de Bill Wyman. Ce dernier n'hésite pas à expérimenter où il va chercher toutes les notes de son instrument pour créer une descente inspirée de Bo Diddley. Ses camarades la trouvant géniale lui disent de la jouer en fin de chanson sur le fondu en fermeture.

## Parution et réception
La chanson sort en single le 4 février 1966 avec en face B la chanson As Tears Go By, une des premières composition signée Jagger/Richards, d'abord offerte à Marianne Faithfull, et cette fois interprétée par le groupe.
Aux États-Unis, le single sort le 12 février 1966 avec une face B différente, où Sad Day (nouvelle composition originale) remplace As Tears Go By, déjà parue en face A de single en décembre dernier sur ce territoire.
Dans les deux pays, le single atteint la seconde place des classements. Cependant, d'après le NME, le single est n°1 au Royaume-Uni. Dans les deux pays, la chanson ne parait pas sur les albums studios.